# Вейншток, Илья Матвеевич
Илья́ Матве́евич Вейншто́к (1878, Кулебаки — 1904, Нижний Новгород) — русский студент, социал-демократ, создатель первой социал-демократической ячейки на Кулебакском горном заводе в Ардатовском уезде Нижегородской губернии.

## Биография
Родился в 1878 году в селе Кулебаки Нижегородской губернии. С 1897 года — студент юридического факультета Московского университета. В 1899 году вступил в Российскую социал-демократическую рабочую партию, проводил агитацию среди московских рабочих и студентов. В 1902 году арестован, а затем сослан в Восточную Сибирь. Весной 1903 года получил возможность вернуться в Нижегородскую губернию. В 1903 году создал ячейку РСДРП на Кулебакском металлургическом заводе — первую в Ардатовском уезде. 10 марта 1904 года покончил жизнь самоубийством в Нижнем Новгороде.